# Rock & Roll Music
«Rock & Roll Music» es una canción escrita y grabada originalmente por Chuck Berry. Publicada como sencillo en 1957, alcanzó el puesto n.º 8 en los Estados Unidos. Varios artistas realizaron sus propias versiones de la canción, las grabaciones más populares son las de The Beatles y The Beach Boys. Posteriormente fue grabada por otros artistas conocidos, incluyendo Humble Pie, Manic Street Preachers, Bill Haley & His Comets, REO Speedwagon, Tenpole Tudor y Australian Mental As Anything.
La letra de la canción habla de las virtudes del rock and roll en comparación con otros estilos musicales, y expresa la resolución del cantante de bailar solo este estilo de la música.
En 2003 la revista Rolling Stone puso a "Rock & Roll Music", en el puesto n.º 128 en su lista de las 500 mejores canciones de todos los tiempos.

## Letra
Just let me hear some of that rock'n'roll music Any old way you choose it It's got a backbeat, you can't lose it Any old time you use it It's gotta be rock - roll music If you wanna dance with me If you wanna dance with me

I have no kick against modern jazz
 Unless they try to play it too darn fast
 And change the beauty of the melody
 Until it sounds just like a symphony
 That's why I go for that rock'n'roll music
 Any old way you choose it
 It's got a backbeat, you can't lose it
 Any old time you use it
 It's gotta be rock - roll music
 If you wanna dance with me
 If you wanna dance with me
I took my loved one over 'cross the tracks
 So she could her my man a - whalin' sax
 I must admit they have a rockin' band
 Man they were goin' like a hurricane
 That's why I go for that rock'n'roll music
 Any old way you choose it
 It's got a backbeat, you can't lose it
 Any old time you use it
 It's gotta be rock - roll music
 If you wanna dance with me
 If you wanna dance with me
Way down South they gave a jubilee
 Them country folks they had a jamboree
 They're drinkin' home - brew from a wooden cup
 The folks dancin' got all shook up
 And started playin' that rock'n'roll music
 Any old way you choose it
 It's got a backbeat, you can't lose it
 Any old time you use it
 It's gotta be rock - roll music
 If you wanna dance with me
 If you wanna dance with me
Don't care to hear 'em play the tango
 I'm in no mood to dig a mambo
 It's way too early for the congo
 So keep a - rockin' that piano
 So I can hear some of that rock'n'roll music
 any old way you choose it
Don't care to hear 'em play the tango
 I'm in no mood to dig a mambo
 It's way too early for the congo
 So keep a - rockin' that piano
 So I can hear some of that rock'n'roll music
 any old way you choose it
It's got a backbeat, you can't lose it
 Any old time you use it
 It's gotta be rock - roll music
 If you wanna dance with me
 If you wanna dance with me.

## Ediciones en sencillo de Chuck Berry

### Sencillo de siete pulgadas de Chess Records
Lado A
1. "Rock and Roll Music"

lado B
1. "Blue Feeling"

### EP de Chess Records
Side one
1. "Rock and Roll Music"
2. "Blue Feeling"

Side two
1. "Oh Baby Doll"
2. "La Jaunda"

### Maxisencillo de Chess Records
Lado A
1. "Rock and Roll Music"

Lado B
1. "Johnny B. Goode"
2. "School Days"

### Sencillo de siete pulgadas 45 RPM
Lado A
1. "Rock and Roll Music"

Lado B
1. "Sweet Little Sixteen"

## Versión de The Beatles
The Beatles cantaron esta canción en los años de las actuaciones en Hamburgo, y también la tocaron en vivo en el show de BBC. En 1964, decidieron grabar una versión de la canción para llenar su álbum Beatles for Sale. Esta versión fue cantada por John Lennon. En contraste con la interpretación aún entonada de Berry, Lennon lo cantó cuan fuerte y dinámicamente su voz permitía. En los Estados Unidos, fue publicado en el LP Beatles '65.
El título de esta canción fue usado para un álbum recopilatorio de The Beatles, Rock 'n' Roll Music en 1976.
La versión de "Rock and Roll Music" fue lanzada en sencillo en varios países, y alcanzó puestos altos en Noruega, Países Bajos (doble lado A con "No Reply") y en Australia.

### En directo
«Rock and Roll Music» fue interpretada en directo por el grupo en casi todos los conciertos celebrados en las diferentes giras que hicieron entre 1964 y 1966. Se mantuvo en el repertorio hasta el concierto de Candlestick Park, San Francisco, el 29 de agosto de 1966, último de la historia del grupo, ya que ese año decidieron dejar de hacer giras musicales.

### Personal
- John Lennon – Voz y guitarra rítmica (Rickenbacker 325c64).
- Paul McCartney – Bajo eléctrico (Höfner 500/1 63').
- George Harrison – Guitarra líder (Gretsch Tennessean) y guitarra eléctrica (Gretsch Country Gentleman).
- Ringo Starr – Batería (Ludwig).
- George Martin – Piano (Steinway Vertegrand Upright Piano).

## Versión por The Beach Boys
La versión realizada por The Beach Boys tiene por llamativo una voz de fondo repitiendo "Rock, roll, rockin' and roll." Hay una diferencia entre la versión de álbum de estudio y la versión de sencillo en estéreo: la versión de álbum tiene más uso de sintetizador. Esta versión llegó al puesto n.º 5 en los Estados Unidos y en el Reino Unido alcanzó el n.º 36, el hecho que un sencillo era más exitoso en los Estados Unidos que en el Reino Unido no se deba desde "Good Vibrations" de 1966 (número uno en ambos países).

### Publicaciones
"Rock and Roll Music" apareció primero en el álbum de estudio 15 Big Ones de 1976, en el compilado de material in-edito Ten Years of Harmony de 1981, en el exitoso Made in U.S.A. de 1986, en el box Good Vibrations: Thirty Years of The Beach Boys de 1993, en el compilado con canciones de la época de Brother Records The Greatest Hits - Volume 3: Best of the Brother Years 1970-1986 del 2000, en The Very Best of The Beach Boys de 2001, en el exitoso compilado Sounds of Summer: The Very Best of The Beach Boys de 2003, en el álbum triple Platinum Collection: Sounds of Summer Edition de 2005.

#### En vivo
También fue interpretada en vivo, se encuentra en el álbum Good Timin': Live at Knebworth England 1980 publicado recién en el 2002, este recital también esta en DVD.

### Créditos
The Beach Boys
- Mike Love – voz líder
- Al Jardine – vocal
- Brian Wilson – órgano eléctrico, piano, Moog bass, sintetizador
- Carl Wilson – vocal
- Dennis Wilson – Batería, vocal

Músicos adicionales y personal de producción
- Marilyn Rovell – vocal
- Mike Altschol – saxofón, clarinete
- Ed Carter – guitarra
- Steve Douglas – saxofón
- Dennis Dreith – saxofón, clarinete.
- Gene Estes – Percusión
- Billy Hinsche – guitarra
- John J. Kelson, Jr. – saxofón, clarinete.
- Carol Lee Miller – autoarpa
- Jack Nimitz – saxofón, clarinete